# Maria Antonia Modolo
Maria Antonia Modolo (Spoleto, 29 luglio 1929 – Perugia, 26 novembre 2020) è stata un medico e politica italiana.

## Biografia
Docente di Igiene e direttrice del Centro Sperimentale per l’Educazione sanitaria dell'Università di Perugia. È stata per anni direttore responsabile della rivista “La Salute Umana”. Ha curato 25 edizioni dei “Corsi estivi di educazione sanitaria” e strutturato il Master in educazione sanitaria e promozione della salute dell'ateneo perugino..
Politicamente impegnata nel Partito Socialista Italiano, viene eletta al Senato nel 1994 coi Progressisti in Umbria. Dopo lo scioglimento del PSI, aderisce alla Federazione Laburista.